# Juan Gris
Juan Gris, nome d'arte di José Victoriano González-Pérez (Madrid, 23 marzo 1887 – Boulogne-sur-Seine, 11 maggio 1927), è stato un pittore e scenografo spagnolo, esponente del Cubismo.

## Biografia

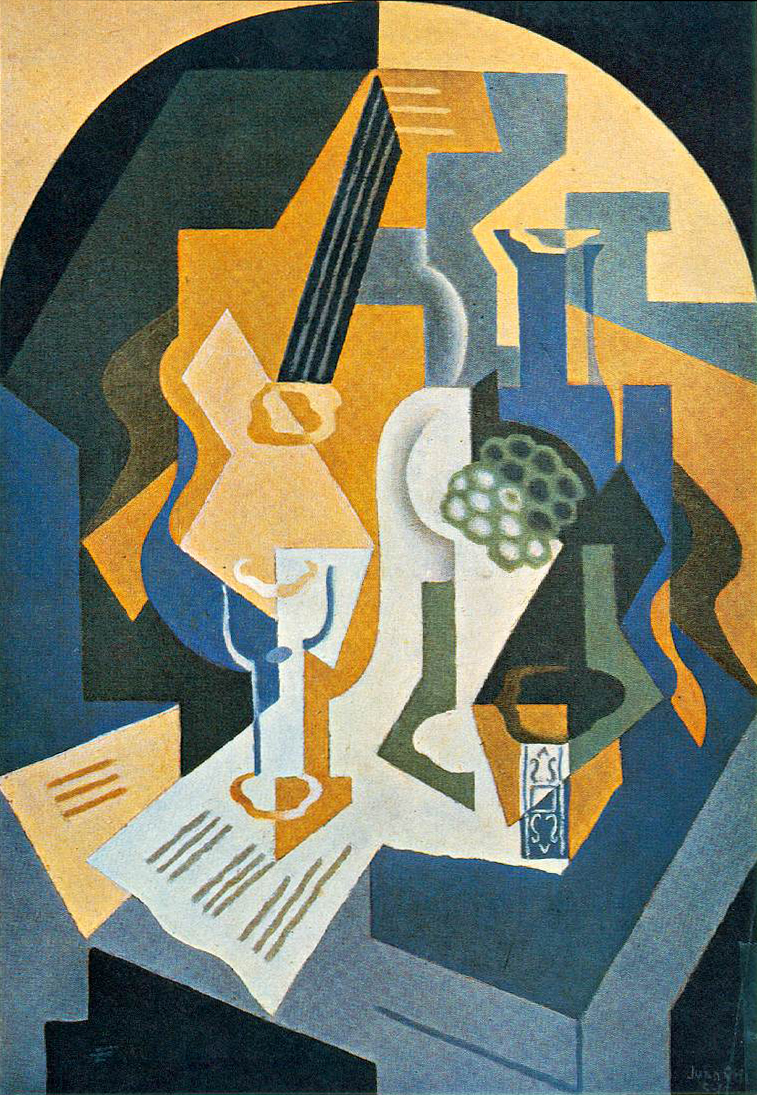
Juan Gris, Natura morta con piatto di frutta e mandolino

Tra il 1902 ed il 1904 studiò disegno industriale a Madrid, collaborando anche in alcuni quotidiani locali come disegnatore di vignette umoristiche; questa passione per la satira illustrata lo accompagnerà per tutta la vita, anche dopo essere diventato un pittore famoso. A  Madrid subì l'influsso della Jugendstil. Nel 1904 e nel 1905 studiò pittura con l'artista accademico José Maria Carbonero.
Nel 1906 si trasferì a Parigi, entrando in contatto con gli artisti più importanti del tempo, tra cui Henri Matisse, Georges Braque, Fernand Léger e Amedeo Modigliani. Fu proprio a Parigi che conobbe il suo connazionale Pablo Picasso, di cui divenne amico e di cui seguì l'esempio: già le opere del 1910 mostrano un chiaro interesse per il cubismo, che si rafforza nei lavori degli anni seguenti, fino ad arrivare ad uno stile cubista analitico nel 1912. Il suo ritratto di Picasso del 1912 è una delle prime significative opere cubiste effettuata da un pittore che non sia Pablo Picasso o Georges Braque.
Il periodo della sua maturazione definitiva avvenne tra il 1914 ed il 1918: fu in questi anni che Gris si allontanò dal cubismo analitico per arrivare al cubismo sintetico, diventandone uno degli interpreti più interessanti. A differenza dei lavori dello stesso periodo di Picasso e di Braque, il cubismo di Gris è animato da spirito scientifico e razionale, che lo porta ad un marcato distacco e ad un certo intellettualismo classicheggiante. Gris, rifiutando il monocromatismo, dispone sulla tela combinazioni di colori armoniosi e luminosi: in queste zone di colore puro e intenso, l'interesse si sposta progressivamente dal soggetto alla struttura dell'immagine, analizzata e sintetizzata secondo modelli geometrici e matematici. In questo molti critici hanno visto la forte influenza che Matisse ebbe su di lui.
La ricerca cubista di un nuovo modo di definire la realtà attraverso modelli astratti portò Gris ad un continuo studio teorico, espresso in numerosi scritti ed interventi a conferenze. Questa ricerca può essere rintracciata anche nelle scenografie e nei costumi per i Balletti russi, per i quali cominciò a lavorare all'inizio degli anni venti. In quegli stessi anni si tennero le sue mostre più importanti, a Parigi, a Berlino e a Düsseldorf.
Juan Gris fu iniziato in Massoneria il 2 febbraio 1923 nella loggia Voltaire, del Grande Oriente di Francia, passò compagno il 18 febbraio 1924 e divenne maestro il 27 febbraio 1925.
L'11 maggio 1927 Gris si spense, appena quarantenne, a Boulogne-sur-Seine a causa di un'uremia.